# هللينس غرين (تشيشير)
هللينس غرين (بالإنجليزية: Hollins Green)‏ هي قرية تقع في المملكة المتحدة في شمال غرب إنجلترا.